# N 18 (Ukraine)
Die N 18 (kyrillisch Н 18) ist eine ukrainische Fernstraße „nationaler Bedeutung“. Sie führt von Iwano-Frankiwsk durch Tysmenyzja, Nyschniw, Monastyryska, Butschatsch nach Ternopil.

## Geschichte
Diese Straße gehörte zwischen 1918 und 1939 zum Territorium der Zweiten Polnischen Republik und wurde durch das polnische Straßengesetz vom 10. Dezember 1920 zur Staatsstraße (droga państwowa) erklärt.